# Yerba Buena

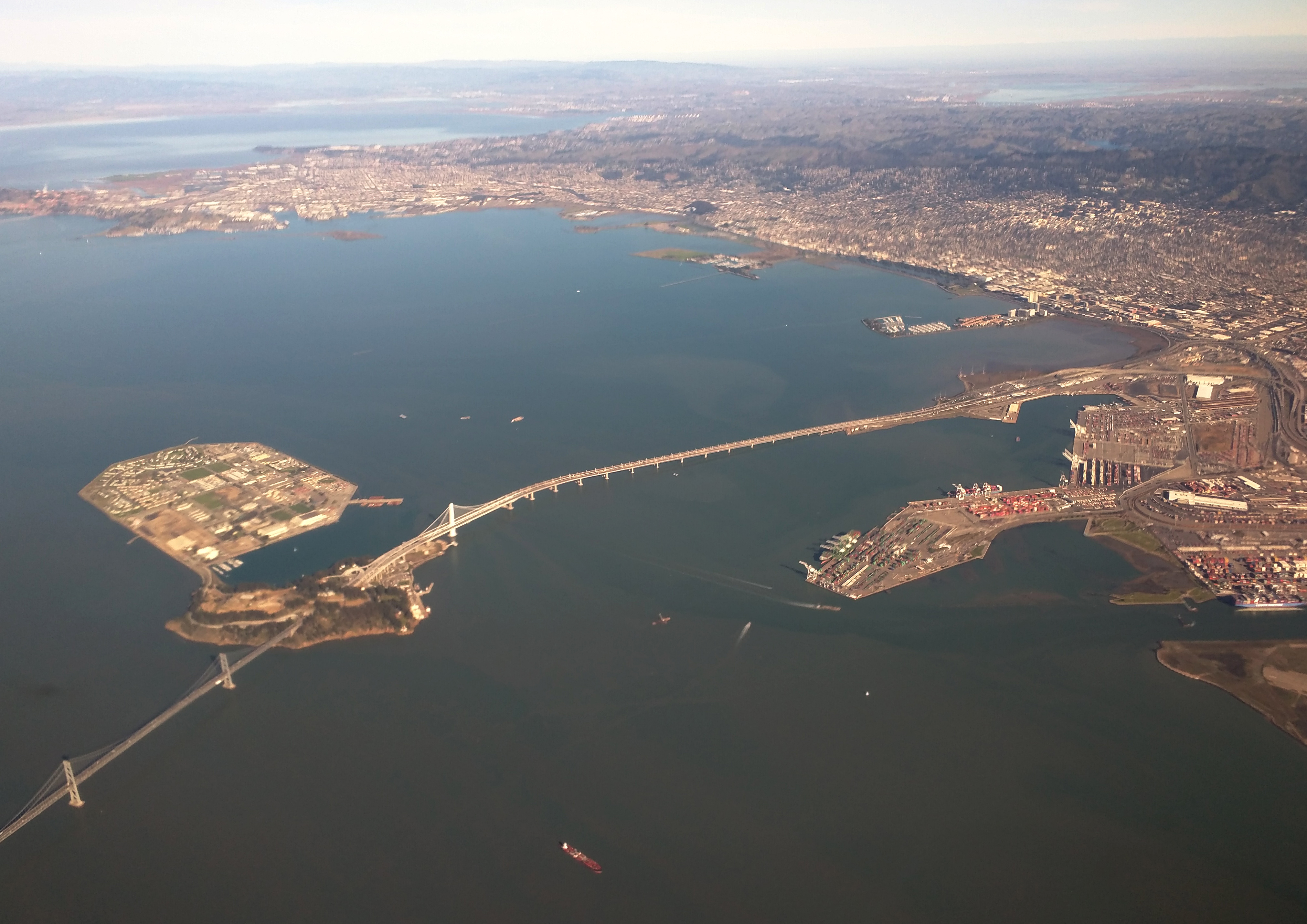
Ostrov Yerba Buena s mostem San Francisco–Oakland Bay Bridge a umělým Ostrovem pokladů (Treasure Island) nad ním

Yerba Buena je ostrov v Sanfranciském zálivu. Nachází se na území města a okresu San Francisco. Jeho středem prochází stejnojmenný tunel, který propojuje západní a východní část mostu San Francisco–Oakland Bay Bridge, jenž spojuje San Francisco s Oaklandem. Na sever od ostrova se v zálivu nachází umělý Ostrov pokladů (Treasure Island), který je s ním spojen hrází. Podle údajů Úřadu pro sčítání lidu mají oba ostrovy společně rozlohu 2, 33 km2 a v roce 2010 zde žilo celkem 2500 obyvatel.
Během let měl ostrov Yerba Buena několik dalších jmen: Ostrov mořských ptáků, Ostrov dřeva a Kozí ostrov. Jeho současné jméno může pocházet od indiánského puebla Yerba Buena, z něhož vyrostlo San Francisco. Jméno Yerba Buena je odvozeno ze španělského hierba buena neboli dobrá bylina, což je obecný název pro místní druh bylin z čeledi hluchavkovitých.

## Historie
Před příchodem španělských kolonizátorů byla na ostrově Yerba Buena rybářská vesnice indiánského kmene Ohlonů.
První název dala ostrovu španělská objevitelská expedice z let 1769–1770 vedená Gasparem Portolou, která pro Evropany objevila Sanfranciský záliv. Na mapě zálivu, kterou v roce 1775 pořídil španělský námořní důstojník Juan Manuel de Ayala, který jako první Evropan do tohoto zálivu vplul, se ostrov objevil pod názvem „Isla de Alcatraces“ neboli ostrov Pelikánů, podle ptáků, kteří se zde hojně vyskytovali. Anglický námořní důstojník a průzkumník Frederick William Beechey později přenesl jméno „ostrov Alcatraz“ na skálu, na níž se nachází známá federální věznice. Jméno „la Ysla de la Yerba Buena“ dali ostrovu první španělští kolonisté již v roce 1795. Výraz Yerba buena může odkazovat na kteroukoli z řady voňavých bylin. V tomto případě odkazoval na původní rostlinu Micromeria douglasii z rodu Mikromerie (drobnozel), která v oblasti San Francisco Bay Area hojně rostla. Rostlina má podobnou vůni jako máta klasnatá (anglicky spearmint), jež bývá také běžně označována jako yerba buena. Není zcela jasné, zda byl ostrov pojmenován přímo podle byliny, nebo podle nedaleké zátoky a osady Yerba Buena.
Ostrov se oficiálně jmenoval Yerba Buena až do roku 1895, kdy bylo jeho jméno na základě rozhodnutí Rady Spojených států pro zeměpisné názvy změněno na Kozí ostrov (Goat Island). Během kalifornské zlaté horečky se totiž na ostrově páslo velké množství koz. Jméno Kozí ostrov se začalo rychle používat. Jméno Yerba Buena bylo ostrovu navráceno 3. června 1931.

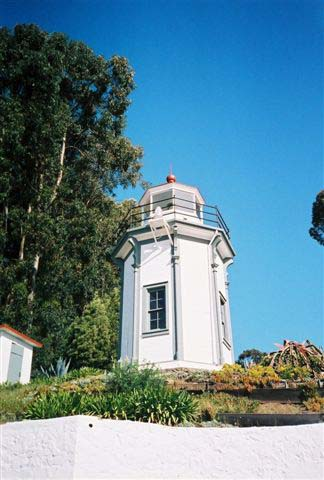
Maják na ostrově Yerba Buena

Během americké občanské války se zrodila myšlenka vybudovat na ostrově Yerba Buena vojenskou základnu. Daly jí vzniknout obavy, že by za mlhavé noci mohla kolem pobřežní pevnosti Fort Point zbudované na jižní straně průlivu Zlatá brána (Golden Gate) a ostrova Alcatraz proklouznout válečná loď Konfederace. Tato základna však byla dobudována až v 70. letech 19. století. Patřil k ní i maják s nautofonem postavený roku 1875, který na ostrově stojí dodnes. V roce 1891 zde armáda zřídila takzvanou „torpédovou“ základnu. Ve skutečnosti šlo o plovoucí miny, jejichž úkolem bylo bránit vniknutí nepřátelských plavidel do zálivu. Miny mohly být v zálivu rozmístěny pomocí lana. Základna byla opuštěna ve 30. letech 20. století. Dnes je základna, skrytá pod mostem San Francisco–Oakland Bay Bridge, zapsána v Národním registru historických památek Spojených států.

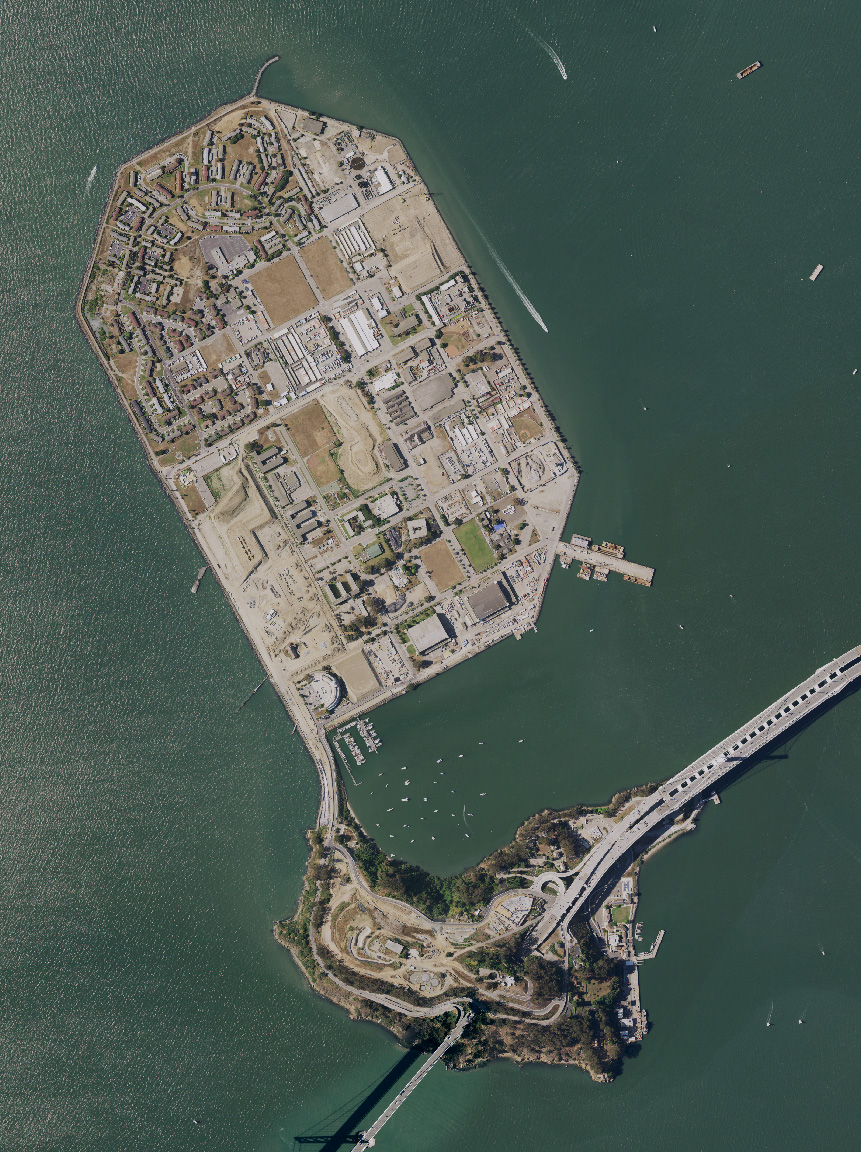
Letecký pohled na Ostrov pokladů (nahoře) a ostrov Yerba Buena (dole)

Na samém konci 19. století byla na severovýchodní straně ostrova zřízena první americká námořní výcviková základna na pobřeží Tichého oceánu. Obydlí velitele základny, známé též jako dům admirála Nimitze, bylo postaveno kolem roku 1900 a patří mezi osm dochovaných důstojnických domů ve zdejší historické čtvrti. Jeho novoklasicistní styl, který byl v té době oblíbený pro stavbu soukromých rezidencí v oblasti Sanfranciského zálivu, byl naopak dost neobvyklý pro bydlení na námořních základnách. V roce 1963 se do něj přestěhoval admirál Nimitz se svou ženou a roku 1966 zde zemřel. Admirálův pohřeb se konal v kapli na námořní základně na Ostrově pokladů a byl pohřben se všemi vojenskými poctami na Národním hřbitově Golden Gate v San Brunu.

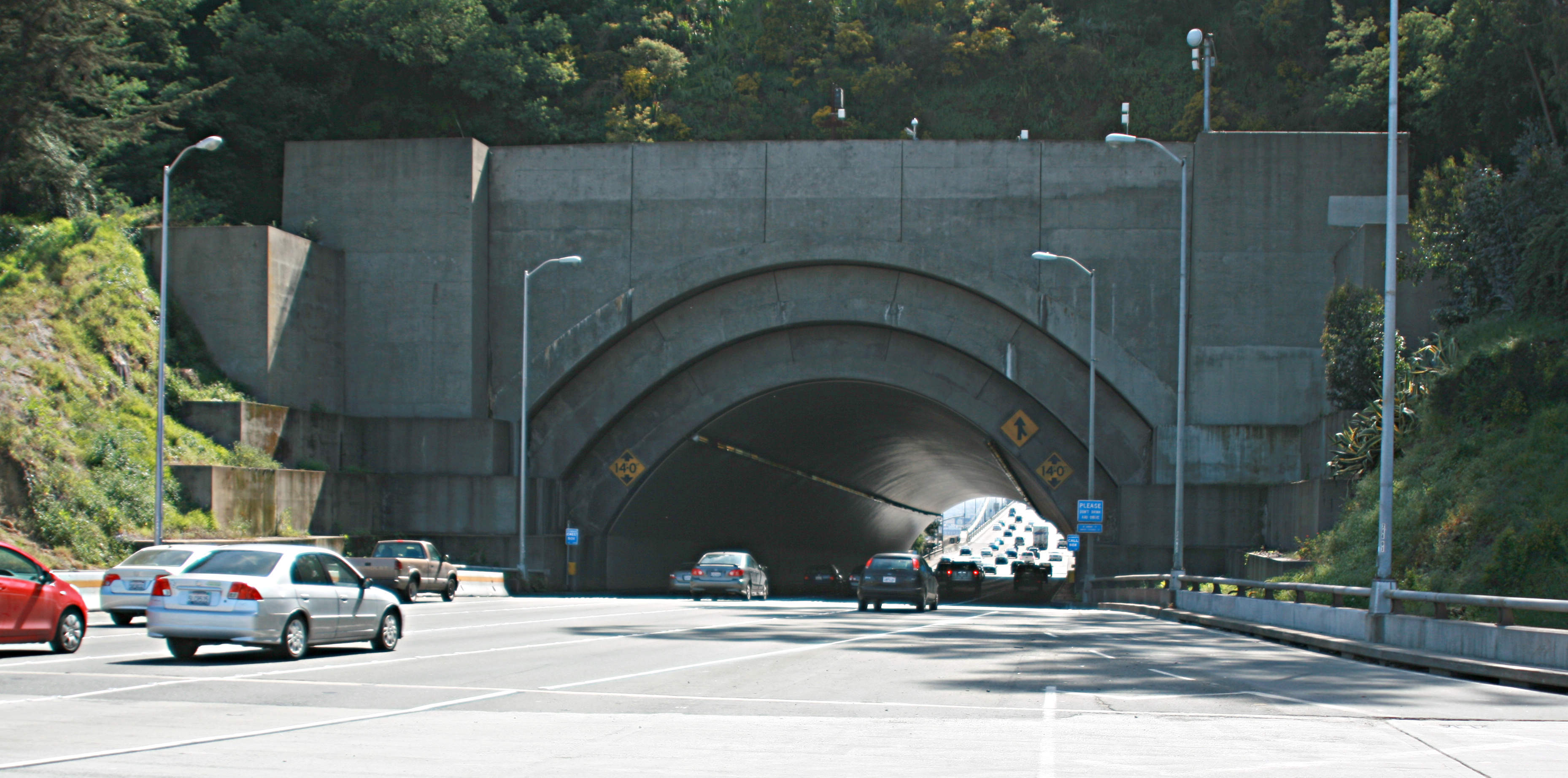
Dvoupodlažní tunel Yerba Buena vede dopravu mezi východní a západní částí mostu San Francisco–Oakland Bay Bridge. Na snímku je horní podlaží východního vstupního portálu.

Výcviková základna byla po 1. světové válce zrušena. V roce 1923 ji nahradila námořní výcviková základna v San Diegu. Přestože byla výcviková základna uzavřena, námořnictvo zde dál zůstávalo prostřednictvím takzvaného přijímacího hulku, který v přístavu sloužil k ubytování nově přijatých námořníků před tím, než byli přiděleni k posádce lodi. Tento chráněný křižník USS Boston byl později přejmenován na USS Despatch. V přístavu byl zakotven po celou 2. světovou válku.
Za 2. světové války bylo osazenstvo ostrova Yerba Buena podřízeno velení námořní základny na Ostrově pokladů. Tento ostrov, o rozloze 163 hektarů, byl ve 30. letech 20. století vybudován na mělčinách ostrova Yerba Buena jako jeden z projektů v rámci plánu prezidenta Roosevelta nazvaného New Deal neboli Nový úděl či Nová dohoda, jehož cílem bylo podpořit a ozdravit státní ekonomiku USA během Velké hospodářské krize. Poté co zde byla v roce 1939 uspořádána Mezinárodní výstava Golden Gate, zde námořnictvo Spojených států zřídilo roku 1942 základnu pro hladinové lodě a ponorky a současně pomocné letecké zařízení pro vzducholodě – pevné i neztužené –, letadla a hydroplány, jež zahrnovalo též část ostrova Yerba Buena. Velitelství základny se stalo sídlem vrchního velitele americké tichomořské flotily. Kromě toho na ostrově zůstalo několik dalších budov používaných během 2. světové války včetně domů vyšších důstojníků.
V roce 1996 byla zdejší námořní základna společně s armádní základnou Presidio v San Francisku vyřazena z provozu a byly předány do civilní správy. Obydlí velitele základny (dům admirála Nimitze) spolu s dochovanými důstojnickými domy ve zdejší historické čtvrti jsou zapsány v Národním registru historických památek Spojených států. Ostrov Yerba Buena dnes spadá pod jurisdikci sanfranciského policejního oddělení kromě částí ostrova, které spravuje Pobřežní stráž USA.